# Каурдав

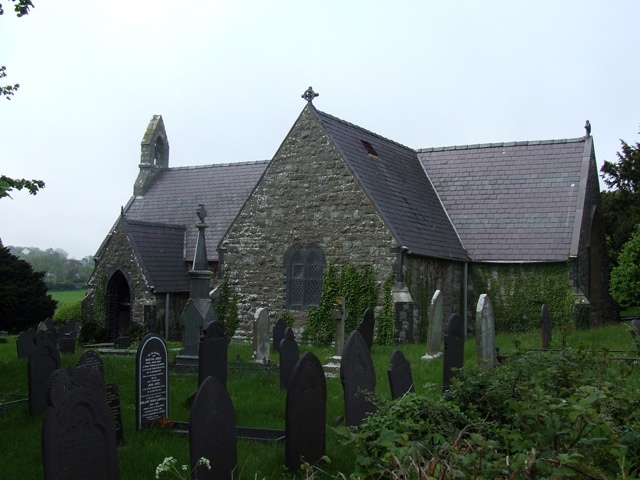
Церковь Святого Каурдава, Ллангойд, Англси.

Каурдав  (валл. Cawrdaf, VI век) — валлийский монах. День памяти — 5 декабря.

## Происхождение
Согласно валлийским, так называемым, «Генеалогиям Святых» Каурдав был сыном Карадога от Тегай Эйрврон. Таким образом, он приходился братом Святым Кадварху, Майтли и Тангуну. Кроме того, он считается отцом святых Катана и Медрода. В последнем некоторые исследователи видят возможного исторического прототипа Мордреда, однако документальных подтверждений этому нет. У него также был внук Святой Дифног, который был сыном Медрода, сына Каурдава и Гвенвифах ферх Огвран Фавр, согласно некоторым поздним источникам. 
Хотя королевство Карадога включала в себя Эргинг, традиция приписывает, что он также правил территориями к северу, между Уай и Северном. Когда его королевство было разделено, после его смерти этот регион, по-видимому, достался Каурдафу. Он назывался Фферрег, хотя в более поздние века он был известен под описательным названием Рхвнг Гви аг Хафрен. Он был, по-видимому, мудрым монархом, одним из «Трех главных офицеров» Британии и, предположительно, советником (одним из 42) короля Артура. О его правлении ничего не записано, но Каурдаф был основателем церквей, иногда его называют святым, а его праздник приходится на 5 декабря. Его пожертвования в Лланговдре (Кередигион), Аберерхе (Ллин) и Ллангоеде (Мон), однако, не находились в Фферреге; и возможно, что в старости он отрекся от престола в пользу своего сына Кау, чтобы следовать своему религиозному призванию. Он, предположительно, был учеником Святого Иллтуда . У Каурдафа было несколько святых детей, и хотя неизвестно, как долго его потомки оставались королями Фферрега, они продолжали на протяжении многих столетий оставаться двумя ведущими патриархальными семьями Брихейниога.. Ему принадлежал двор Аллт-Гаурту

## Биография
Известно о значительной общине созданной Каурдавом в Гламоргане, после того как обитель была сожжена рядом был основан Ллантрисант, неподалёку от которого к югу сохранились руины Ллангаурдава, иначе называемого Гелли-Гаурдав, то есть «гробница Каурдава». Существуют также традиция связывающая имя Каурдава с приходами Аберерх на полуострове Ллайн, Гуинет, и Ллангойд на Англси, однако древние генеалогии не сообщают о связи святого с этими местами.
Тем не менее, поэма Cywydd Cowrda Sant принадлежащая перу поэта XV века Хивелу Рейналлту, содержит ряд смутных сообщений о жизни Каурдава, имеющих агиографический характер. В частности, в поэме утверждается покровительство святого над Аберерхом, там же говорится о местной церкви, посвящённой святому, и находившейся там статуе Каурдава, несшей его книгу и священный колокол. В окрестностях Аберерха есть источник называемый Финнон-Гаурдав, а также камень характерной формы с отколотым углом, известный как Кадайр-Гаурдав или «Кресло Каурдава». Кроме того, святой считался покровителем королевского дома Гвента, во всяком случае, долголетие Моргана приписывается ему.
На месте древней церкви в Аберерхе в XIV веке был возведён храм, от которого сохранились неф и алтарная, в XV веке был пристроен северный боковой предел. В 1615 году в церкви прошли восстановительные работы, а в 2000 году там была произведена реконструкция крыши. Основными достопримечательностями этой церкви являются деревянные мизерикордии — поддерживающие планки в сиденьях хоров. Неизвестно были ли они сделаны для этого храма или попали сюда во время разгона монастырей во время реформации, однако время их создания определяется XVI веком.
Второй основной церковью, посвящённой святому, является храм в Ллангойде, в источниках часто ассоциируемый также и с братом Каурдава — Тангуном. Существующая сейчас церковь была заложена в 1612 году и прошла существенную перестройку в 1881 году. С искажённым вариантом имени святого Курда (Cwrda) или Гурда (Gwrda), традиционно связываются ещё два посвящения Каурдаву — это церковь Святого Курды в Джорданстоне, Пембрукшир, и деревня Лланурда (Llanwrda) в Кармартеншире.
Валлийская традиция сохранила ещё одну важную ипостась святого, как одного из влиятельнейших королевских советников. Так существует триада, упоминающая Каурдава в качестве одного из трёх верховных королевских слуг острова Британия. В этом же смысле Каурдав фигурирует в свите короля Артура в повести «Сон Ронабуи», традиционно примыкающей к циклу «мабиноги».
Известный валлийский поэт XIX века Уильям Эллис Джонс, уроженец Аберерха, взял себе творческий псевдоним по имени святого-покровителя его родной деревни — Каурдав.

## Тропарь святому Каурдаву, глас 8
O Father Cawrdaf, spurning the transitory glory of temporal power,
 thou didst flee from the world to serve God in monastic seclusion.
Wherefore, O righteous one, pray that we, following thy example by
serving God rather than self,/ may be found worthy of eternal salvation.